# Trachycardium egmontianum
Trachycardium egmontianum är en musselart som först beskrevs av Robert James Shuttleworth 1856.  Trachycardium egmontianum ingår i släktet Trachycardium och familjen hjärtmusslor. Inga underarter finns listade i Catalogue of Life.